# 斎賀秀夫
斎賀 秀夫（齋賀 秀夫、さいが ひでお、1925年1月3日 - 2022年7月30日）は、日本の国語学者、大妻女子大学名誉教授、国立国語研究所名誉所員。

## 人物
香川県生まれ。東京文理科大学国語国文科卒業。1948年国立国語研究所創立当初からの所員、大妻女子大学教授、1996年定年、名誉教授。東京成徳大学教授。文化庁国語審議会委員。
2022年7月30日、老衰のため死去。97歳没。死没日付をもって正五位に叙される。

## 著書

### 単著
- 『広報文章読本』日本評論社　1964
- 『日本語実力テスト 正しい日本語を身につけるために』池田書店　1975
- 『漢字と遊ぶ 現代漢字考現学』毎日新聞社　1978
- 『漢字を選ぶ 日本語に強くなる500題』毎日新聞社　1981
- 『漢字の賢人』飛鳥新社　1995
- 『漢字の缶づめ 教養編』旺文社1998こだわり雑学本

### 共編著
- 『広報編集者ハンドブック』片岡純治共著　学事出版　1969
- 『牛店雑談安愚楽鍋用語索引』飛田良文、梶原滉太郎共編　秀英出版　1975　国立国語研究所資料集

## 参考
- 『漢字の賢人』著者紹介